# Speyeria edwardsii
Speyeria edwardsii is een vlinder uit de familie van de Nymphalidae. De wetenschappelijke naam van de soort is voor het eerst geldig gepubliceerd in 1866 door Tryon Reakirt.